# Stichting Kamermuziek Amsterdam
Stichting Kamermuziek Amsterdam (KAM) is een concertorganisatie voor kamermuziek in Amsterdam, in 1971 opgericht door het Nederlands Impresariaat (het huidige Muziek Centrum Nederland) om kamermuziek in Nederland te bevorderen.
Sinds de opheffing van het Nederlands Impresariaat is KAM zelfstandig verdergegaan en organiseert het jaarlijks circa 40 concerten in Amsterdam. Het overgrote deel van de geprogrammeerde concerten staat in het teken van de klassieke, romantische en vroeg-20e-eeuwse kamermuziekliteratuur. Naast de eigen programmering is KAM samenwerkingsverbanden aangegaan met vernieuwende musici en ensembles zoals het Nederlands Blazers Ensemble, Esther Apituley, Calefax en de Stichting 20e-eeuwse lied.
KAM stimuleert ook professionele Nederlandse musici voor wie er mogelijkheid wordt geboden om op te treden in de Kleine Zaal van het Concertgebouw.
Al in de eerste 38 jaar van KAM bezochten meer dan tweehonderdduizend bezoekers de concerten.